# سيانوتريخيت
سيانوتريخيت هو معدن من كبريتات النحاس والألومنيوم المائية بحيث تكون صيغة الوحدة البلورية على الشكل Cu4Al2[(OH)12|SO4]·2H2O.
يوجد المعدن على شكل بلورات إبرية ذات لون أزرق سماوي وهي تتبع نظام بلوري أحادي الميل.
وصف أبراهام فيرنر سنة 1808 هذا المعدن أثناء دراسته لعينات قادمة من مدينة مولدوفا نوا في رومانيا؛ ثم قام إرنست فريدرش غلوكر Ernst Friedrich Glocker بإطلاق هذه التسمية عليه من الإغريقية κύανος (أزرق) و τρίχος (شعري) بحيث تشير إلى هيئة البلورات الإبرية الزرقاء.

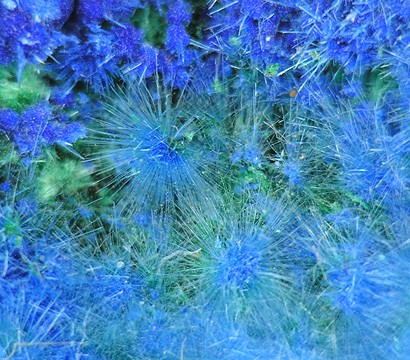
بلورات السيانوتريخيت الإبرية